# Grambow (powiat Vorpommern-Greifswald)
Grambow – gmina w północno-wschodnich Niemczech, wchodząca w skład Związku Gmin Löcknitz-Penkun w powiecie Vorpommern-Greifswald, w kraju związkowym Meklemburgia-Pomorze Przednie, przy granicy z Polską.
W języku polskim używano również formy Grębowo.
Według danych ze spisu z 2022 Polacy stanowią 24,9% mieszkańców gminy.

## Miejscowości
W skład gminy Grambow wchodzą miejscowości:
- Grambow
- Ladenthin
- Neu-Grambow
- Schwennenz
- Sonnenberg